# Lisl Franková
Lisl Franková (nepřechýleně Lisl Frank, občanským jménem Alice Aufrichtig(ová), narozena jako Alice Frankel 28. ledna 1911 v Praze - 30. listopad 1944, pravděpodobně v pobočném táboře Christianstadt nebo v jeho blízkosti) byla česká a československá zpěvačka a kabaretní herečka židovského původu. Stala se obětí holocaustu.

## Život
Lisl Franková začala svou kariéru v roce 1931 jako zpěvačka a herečka v berlínském divadle Metropol vedeném bratry Fritzem a Alfredem Rotterovými. Již o rok později se vrátila do vlasti a vystupovala v operetách v Teplicích a ve Františkových Lázních. 
V době svého působení v divadle v Teplicích se v roce 1933 seznámila s rakouským umělcem Otto Aufrichtigem (známý pod pseudonymem Aurich), za něhož se později provdala. Po kratším působení ve Vídni se manželé v roce 1936 kvůli rostoucímu vlivu nacismu rozhodli přestěhovat do Nizozemska, kde se na dva roky připojili k emigrantskému divadelnímu souboru Fritze Hirsche. V únoru a březnu 1939 vystupovala také  v revue Rudolfa Nelsona. Od června 1940 do února 1942 se Lisl Frank příležitostně účinkovala v kabaretu celebrit. Její poslední známé vystoupení proběhlo v červnu 1942 v Joodschen Schouwburg v Amsterdamu.
V roce 1943 byli manželé Otto a Lisl Aufrichtigovi německými okupačními úřady deportováni do internačního tábora Westerbork, kde oba nadále pracovali jako umělci. Existuje záznam o vystoupení Lisl Frankové ve dvou kabaretních pořadech Maxe Ehrlicha nazvaných „Bunter Abend 2 und 3 “ v březnu a dubnu 1944. 
6. září 1944 byla Lisl Franková deportována do Terezínského ghetta, o čtyři týdny později 4. října byla převezena do Osvětimi. Tam unikla zplynování, ale na konci listopadu téhož roku se musela vydat na pochod smrti z tábora Groß-Rosen do pobočného tábora Christianstadt. Tam nebo na cestě pravděpodobně zemřela vyčerpáním 30. listopadu 1944. Jiné zdroje uvádějí jako dobu její smrti leden 1945. 
V roce 1999, šest desetiletí po svém vzniku, vyšel výběr písní s Lisl Frank jako zpěvačkou pod názvem „Und Rudi macht Musik dazu“.